# Натанієль Готорн
Ната́нієль Го́торн (англ. Nathaniel Hawthorne, 4 липня 1804, Салем — 19 травня 1864, Плімут) — американський письменник, представник темного романтизму.

## Біографія
Народився в сім'ї морського капітана. Його предки були ревними пуританами, які свого часу відіграли помітну роль в історії Нової Англії. В юнацькі роки Готорн зацікавився історією своєї родини. Один із його предків, суддя Джон Готорн, брав участь у гучних процесах проти сейлемських відьом (1692) і був проклятий разом із усіма його нащадками однією із засуджених. Цю історію письменник пізніше використав у одному зі своїх романів.
Рання смерть батька прирекла родину на бідне, самітницьке існування. Мати письменника, що залишилася з трьома дітьми, після смерті чоловіка переїхала у батьківський дім і протягом наступних сорока років рідко виходила з кімнати. У 1825 р. Натанієль Готорн закінчив Боудонський коледж і повернувся до Сейлема, де усамітнено жив протягом одинадцяти років, створюючи свої перші новели. Внаслідок обмежених матеріальних статків письменник був змушений працювати митним наглядачем. У будинку Г. У. Лонгфелло, який захоплювався творчістю Готорна, познайомився з майбутнім президентом Гарвардського університету К. Фелтоном і поетом та критиком Д. Р. Лоуеллом, а завдяки знайомству з сестрами Пібоді — Софією та Елізабет — у 1837 р. познайомився з Р. У. Емерсоном, Г. Торо та Маргарет Фуллер.
У 1842 р., після одруження з Софією Пібоді, Готорн на три роки переїжджає до Конкорду, де після народження першої дитини влаштовується інспектором на сейлемській митниці.
Протягом наступних двох з половиною років у творчості Готорна відчувався розквіт. Він отримав визнання в Європі як видатний американський письменник та автор психологічного роману «Багряна літера». Літературний успіх, який здобув письменник, дав йому фінансову незалежність, і провівши півтора року у Ленноксі (1850—1851), він купив будинок Б. Олкотта у Конкорді. Навесні 1852 р. йому запропонували місце консула в Ліверпулі, й 1853 року письменник вперше виїжджає за кордон. У 1861 р. Н. Готорн із родиною повернувся до Америки і потрапив у самий розпал Громадянської війни між штатами.
Останні роки життя письменника були переповнені фізичними стражданнями. Він їх провів усамітнено. Помер 19 травня 1864 року у м. Плімут, США.

## Творчість
Творча спадщина Натанієля Готорна велика і різноманітна, містить різні прозові жанри: роман, класична новела, новела-казка, есе, скетч, нарис. Більше ста оповідань письменника — мала частина того, що було намічено. Крім п'яти надрукованих романів були готові сюжети ще п'яти. Нереалізовані задумки — результат надзвичайної вимогливості до себе. Автор нещадно спалював те, що його не влаштовувало (наприклад, перша збірка його оповідань «Сім легенд моєї батьківщини» та деякі більш пізні твори).
Класик американської літератури, він мав настільки своєрідні світобачення та стиль письма, що критики пишуть про його манеру, використовуючи термін «готорніанство».
Написання прізвища «Hathorne» на «Hawthorne» — «глід», національна квітка Америки — змінив уже Натанієль Готорн, обираючи собі літературний псевдонім. Він був одним із перших і загальновизнаних майстрів американської літератури, що зробив великий внесок у становлення жанру розповіді (новели) і збагатив літературу романтизму введенням елементів алегорії та символізму. Поряд з В. Ірвінгом та Е. А. По вважався родоначальником жанру американської новели. Літературну репутацію Готорн здобув, пишучи оповідання, які залюбки друкували в газетах та журналах. Малі прозові жанри були створені Готорном переважно на початковому етапі письменницької кар'єри. Оповідання зачіпають тему провини за старі гріхи, у тому числі за гріхи предків, боротьби пуританської ідеології та людських пристрастей. Пізніше написане було зібрано у книзі «Двічі розказані оповідання» (Twice-Told Tales), про які із захопленням відгукнулися Г. У. Лонгфелло та Е. А. По.
Визнання в Європі, як видатного американського письменника і автора глибокого психологічного роману, отримав після виходу в Америці «Багряної літери» (The Scarlet Letter). Роман став бестселлером, хоча і не приніс великих прибутків письменнику. Наступного року Готорн випустив другий роман «Будинок із сімома фронтонами» (The House of the Seven Gables), у якому перед читачем постає історія занепаду та виродження сейлемського сімейства. Історію свого розчарування у фур'єризмі він виклав у романі «Блайтдейль» (The Blithedale Romance), який читачі зустріли з меншим ентузіазмом. Також у цей період були видані: збірка оповідань «Снігуронька та інші двічі розказані історії», дві збірки для дітей, що стали класикою — «Книга чудес» та «Тенглвудські історії».
У творчості Готорна відбилася романтична критика сучасної йому цивілізації та пошуки позитивного етичного ідеалу і повноцінної людської особи. Досконалість художньої форми романів письменника та глибина їх етичної проблематики отримали численних шанувальників серед молодих літераторів. Письменник гостро відчував трагізм навколишнього життя, але вирішення всіх проблем він пов'язував зі зміцненням морально-етичної сфери. Додаткову глибину розповідям і романам Готорна додають елементи символізму: окремі предмети у його трактуванні набувають значення, непорівнянного зі своєю повсякденною функцією, і розкривають оповідання в новому світлі.
Письменника вважають молодшим сучасником Ірвінга. Зацікавленість Готорна у кожній із його новел зосереджена на людині; природа, історія та буденні реалії залишаються поза увагою. Письменник був серед романтиків найбільшим майстром у розкритті психології героїв. Новелістика Готорна позначена похмурим колоритом. Специфіка творів полягає у зображенні персонажів або у атмосфері минулого або у якомусь невизначеному часі.

### «Експеримент доктора Гайдеггера»
Захоплююча алегорична розповідь про старого вченого, який виявив джерело вічної молодості. Його друзі пробують еліксир молодості й на деякий час повертаються до гріховних витівок минулих років. Цей експеримент переконує старого, що краще старість, ніж постійне повторення помилок юності.

### «Мій родич, майор Молінью»
Історична розповідь про час перед Американською революцією. Оповідь ведеться від імені молодого провінціала, який приїхав у Бостон, щоб влаштуватися на службу за протекцією, до родича, майора Молінью. Опинившись у центрі передреволюційного хвилювання, він довго не може зрозуміти, що відбувається довкола, доки повз нього не проводять приниженого, засудженого до цивільної страти британця Молінью, з яким юнак пов'язує мрії про кар'єру.

### «Родимка»
В оповіданні йдеться про молодого вченого аристократа, якого дратує родимка на щоці прекрасної дружини, — єдина вада на її тілі. Він переконує дружину вивести родимку за допомогою косметичної операції, проте, як тільки жінка набуває фізичної досконалості, душа залишає її тіло. У фіналі оповідач робить висновок, що прагнучи кращого можна втратити найдорожче.

### «Молодий Гудмен Браун»
Події відбуваються в пуританській Новій Англії. Молодий сейлемець на ім'я Браун вночі залишає дружину, щоб зустрітися у лісі з таємничою демонічною фігурою, яка кличе його для здійснення нечистого обряду в нічні хащі. Молодий чоловік вагається, чи не повернутися йому до молодої дружини. Проте зустрічає городян, що квапляться на нічний шабаш, серед яких і його кохана. Прокинувшись уранці, він не розуміє, чи була ця подія реальністю чи маревом. Чоловік стає відлюдником і до самої смерті підозрює оточуючих у темних справах.

### «Донька Раппаччіні»
У вступних абзацах такий собі пан Обепін говорить про любов до використання алегорій у своїх творах і зазначає, що вони потребують для правильного розуміння належного кута зору. Він, цей кут, вимагається і від читача. Це переробка старовинної історії про красуню, яку з дитинства годували отрутою, щоб вона під час шлюбної ночі отруїла тіло нареченого. За сюжетом цієї розповіді створені п'єса Октавіо Паса, опера і фільм.

### «Похорон Роджера Малвіна»
Події цієї новели розгортаються у 1725 році, коли після битви з індіанцями Роджер Малвін і його майбутній зять Ройбен пробираються через чагарники до своїх. Оскільки обидва поранені, старший зі втікачів переконує попутника залишитися в лісі, доки той повернеться з підмогою і врятує його або поховає тіло. Щоб впізнати місце із пораненим, Ройбен прив'язує до верхівки молодого дуба свою хустинку. Повернувшись у поселення, юнак вирішує не зізнаватися нареченій, що залишив її батька на вірну смерть, і нехтує даною тому обіцянкою. Проте душі його немає спокою. Багато років потому головний герой із дружиною та сином вирушають у пошуках кращої долі на захід. Під час полювання Ройбен випадковим пострілом вбиває сина. Коли він схиляється над тілом убитого, то помічає як вгорі розгинається гілка дуба, на якій майоріє прив'язана ним багато років до цього хустинка.

## Основні видання творів
Романи
- 1828 — Феншо / Fanshawe
- 1837 — Збірка «Загальна історія Пітера Парлі» / Peter Parley's Universal History
- 1850 — Багряна літера / The Scarlet Letter
- 1851 — Будинок із сімома фронтонами / The House of the Seven Gables
- 1852 — Блайтдейль / The Blithedale Romance
- 1860 — Мармуровий фавн або Романтика Монте Бені / The Marble Fawn; or, The Romance of Monte Beni
- 1863 — Наша стара батьківщина (нариси про Англію) / Our Old Home
- 1863 — Доллівер / The Dolliver Romance
- 1872 — Septimius Felton або Еліксир життя / Septimius Felton; or, The Elixir of Life
- 1882 — Таємниця Доктора Grimshawe': / Doctor Grimshaweʼs Secret: A Romance

Збірки оповідань
- 1837 — Двічі розказані оповідання / Twice-Told Tales
- 1846 — Легенди старої садиби / Mosses from an Old Manse
- 1851 — Снігуронька та інші двічі розказані історії / The Snow-Image and Other Twice Told Tales

Книжки для дітей
- 1841 — Дідусеве крісло / Grandfather's Chair
- 1841 — Відомі старі / Famous Old People
- 1841 — Дерево свободи / Liberty Tree
- 1842 — Біографічні розповіді для дітей / Biographical Stories for Children
- 1843 — Милосердна залізниця та інші короткі оповідання / The Celestial Railroad and Other Short Stories
- 1852 — Книга чудес для дівчаток і хлопчиків / A Wonder-Book for Girls and Boys
- 1853 — Тенглвудські історії / Tanglewood Tales
- 1876 — Dolliver та інші частини / The Dolliver Romance and Other Pieces
- 1889 — Велике кам'яне обличчя та інші оповідання Білих Гір / The Great Stone Face and Other Tales of the White Mountains

Екранізації
- 1908 — Багряна літера / The Scarlet Letter
- 1911 — Багряна літера / The Scarlet Letter
- 1913 — Багряна літера / The Scarlet Letter
- 1917 — Багряна літера / The Scarlet Letter
- 1926 — Багряна літера / The Scarlet Letter
- 1934 — Багряна літера / The Scarlet Letter
- 1940 — Будинок із сімома фронтонами / The House of the Seven Gables
- 1963 — Три страхітливі оповідання / Twice-Told Tales
- 1972 — Опудало / The Scarecrow
- 1972 — Багряна літера / Der scharlachrote Buchstabe
- 1977 — Багряна літера / La lettre écarlate
- 1995 — Багряна літера / The Scarlet Letter
- 2000 — Опудало /The Scarecrow

## Переклади українською
- Натаніель Готорн. Експеримент доктора Гайдеггера. Переклад з англійської: Ганна Лелів. Київ: Знання, 2014. 182 стор. ISBN 978-617-07-0190-9 (серія «English Library»)
- Натаніель Готорн. Шарлатна літера. Переклад з англійської: Ірина Бондаренко. Тернопіль: НК–Богдан, 2016. 336 стор. ISBN 978-966-10-4651-0
- Натаніель Готорн. Червона літера. Переклад з англійської: Вікторія Меренкова. Харків: Фабула, 2017. 288 стор. ISBN 978-617-09-3072-9